# Муин ад-Дин Натанзи
Муин ад-Дин Натанзи (перс. معين الدين نطنزى‎; конец XIV-начало XV веков) — придворный персидский хронист правителя области Фарс, внука Тамерлана Искандера, сына Умар-шейха.
О Натанзи сохранилось мало сведений. Согласно Доулатшаху Самарканди, он был литератором при дворе внука Тамерлана Искандера в Ширазе. Известен как автор труда на персидском языке под названием «Мунтахаб ат-таварих-и Муини» (перс. منتخب التواریخ معینی‎ — «Муиновское сокращение историй»), более известного как «Аноним Искандера» (из-за отсутствия имени автора и названия на рукописи). Как минимум в трёх местах Натанзи комментирует исторические события с шиитской точки зрения, что может говорить о его приверженности к этому исламскому течению. Работу над историей мира «со времён Адама и до 1405 года» он начал в 1413 году и посвятил её Искандеру, но в следующем году внук Тамерлана был смещён Шахрухом. После этого Натанзи пришлось подвергнуть текст редакции и убрать оттуда восхваления Искандера. Обновлённая версия сочинения была презентована Шахруху в Герате 7 октября 1414 года (22 раджаба 817 года хиджры).
Сочинение Натанзи известно в двух редакциях. Первый, отредактированный экземпляр хранится в Национальной библиотеке Франции (Supplément persan 1651). Второй, неотредактированный автором экземпляр до 1929 года был известен как «Аноним Искандера», пока В. В. Бартольд не установил, что он является другой редакцией хранящегося в Париже «Мунтахаб ат-таварих-и Муини». Критическое издание текста, с использованием обеих редакций, было сделано французским историком Жаном Обеном в Тегеране в 1957 году.